# 宜蘭縣立順安國民中學
宜蘭縣立順安國民中學，簡稱順安國中、順中，位於宜蘭縣冬山鄉。目前班級數為每個年級四班，共十二班。
學校運動以足球隊聞名，足球隊學生幾乎會就讀國立宜蘭高級中學（縣內足球指定培訓高中）。因為班級數目不多，該校師長幾乎可以叫出學校每一位學生的姓名。

## 校史

### 學校簡史
該校於1967年5月初籌設為冬山初中順安分部，劉福宗先生為分部主任，時借順安國小禮堂上課，1968年8月政府延長國教，該校改隸羅東國中順安分部。1969年8月奉准獨立為宜蘭縣立順安國民中學，省派饒鳳驕女士為首任校長，購地2.5公頃。
1972年6月，第一屆畢業生共214人，1973年3月省派阮嶸先生接掌第二任校長，籌辦技藝訓練，興建校門，圍牆及運動場等。1980年8月省派凌昌武先生為第三任校長，1985年10月陳曉嵐先生奉派為第四任校長，任內策訂學校長程發展計畫，同時整建廁所。1990年2月陳校長退休，由教務主任吳清祥兼代校長。1990年8月省派曹天瑞先生接任第五任校長，任內興建活動中心，設置禮儀教室與視聽教室，改進運動場、改善給水設施等。1995年3月省派王文志先生為第六任校長，任內興建技藝大樓及學生午餐廚房，開辦國中技藝班。 
2001年2月，王校長榮退，陳恩茂先生經遴選獲聘為第七任校長，2004年足球隊榮獲全國中等學校運動會冠軍之殊榮，另有感於越區就讀情形日漸嚴重，特別加強課業輔導、班級經營及校舍改建工程，第一期校舍改建、體育館改善及足球場擴建等工程，於2002年9月完工使用，第二期校舍改建工程亦於2004年10月完工啟用；另外，成立了絲竹樂團，2005年4月開始利用課餘時間組訓。 
2008年7月，陳校長榮退，該校林顯宗主任經遴選獲聘為第八任校長。

## 校訓、校歌

### 校歌
作詞：徐哲萍 作曲：陳毅民
順安 順安， 我們順安國中創始最為先，
順安 順安， 我們順安國中創始最為先，
奠定了九年國教，活躍在蘭陽平原，
豐富了鄉村教育，造就了人才作搖籃。
打好學問根基，樹立做人模範，
見賢思齊，立德立功立言。
為國為鄉，立定志向，
錦繡前程在明天，
自立自強，奮鬥樂觀，
日新又新 看順安。

## 外部連結
- 宜蘭縣立順安國民中學（页面存档备份，存于）